# Кандидат філософських наук
Кандидат філософських наук — науковий ступінь у галузі філософських наук.
 В Україні існує два наукових ступені: «кандидат наук» та «доктор наук» (вищий науковий ступінь). Науковий ступінь «кандидат наук» присуджується на підставі захисту кандидатської дисертації, яка містить нові науково обґрунтовані результати проведених здобувачем досліджень, розв'язують конкретне наукове завдання, що має істотне значення для відповідної галузі науки.

## Порядок присудження наукового ступеня
Порядок присудження наукового ступеня «кандидат наук» визначено Постановою Кабінету Міністрів України.

Науковий ступінь кандидата наук присуджується спеціалізованою вченою радою на підставі прилюдного захисту дисертації і затверджується Міністерством освіти і науки України з урахуванням висновку відповідної експертної ради.

Кандидатська дисертація подається до захисту лише за однією науковою спеціальністю.
Може бути подана до захисту у вигляді опублікованої одноосібної (без співавторів) монографії. 

Дисертація на здобуття наукового ступеня кандидата політичних наук повинна мати обсяг основного тексту 6,5-9,0 авторських аркушів, оформлених відповідно до державного стандарту.
Кандидатська дисертації супроводжуються окремим авторефератом обсягом 0,7-0,9 авторського аркуша, які подаються державною мовою. Вимоги до оформлення автореферату встановлює Міністерство освіти і науки України.

Здобувач наукового ступеня кандидата наук допускається до захисту дисертації після складення кандидатських іспитів, перелік яких визначає МОН.

Захист дисертації відбувається на відкритому засіданні спеціалізованої вченої ради, що складається з докторів (кандидатів) наук, яким Міністерством освіти і науки України надано право розглядати дисертації з певної спеціальності. Для розгляду кандидатської дисертації призначаються два офіційних опоненти, з яких один — доктор наук, а другий — доктор або кандидат наук.

За результатами захисту дисертації спеціалізована вчена рада проводить таємне голосування щодо присудження наукового ступеня.
Рішення спеціалізованої вченої ради про присудження наукового ступеня кандидата наук набирає чинності з дати видання наказу МОН про затвердження рішення спеціалізованої вченої ради та видачу відповідного диплома на підставі рішення атестаційної колегії.

Кандидатський ступінь є достатнім, щоб у вищих навчальних закладах зайняти посаду доцента, у наукових установах — посаду старшого наукового співробітника.

В Україні й країнах СНД кандидатський ступінь приблизно еквівалентний науковому ступеню Ph.D. (доктор філософії) більшості країн Заходу.

Докладніше: Кандидат наук

## Спеціальності, за якими присуджується науковий ступінь «Кандидат філософських наук»
- 09.00.01 — онтологія, гносеологія, феноменологія;
- 09.00.02 — діалектика і методологія пізнання
- 09.00.03 — соціальна філософія та філософія історії;
- 09.00.04 — філософська антропологія, філософія культури;
- 09.00.05 — історія філософії;
- 09.00.06 — логіка;
- 09.00.07 — етика;
- 09.00.08 — естетика;
- 09.00.09 — філософія науки;
- 09.00.10 — філософія освіти;
- 09.00.11 — релігієзнавство;
- 09.00.12 — українознавство;
- 09.00.14 — богослов'я.

У галузі «Юридичні науки» за науковою спеціальністю
- 12.00.12|Філософія права.

У галузі «Національна безпека» за науковою спеціальністю
- 21.03.01 — гуманітарна і політична безпека держави.

У галузі «Культурологія» за науковою спеціальністю
- 26.00.01 — теорія та історія культури.